# Günther Troppmann
Günther Troppmann (* 1951 in Neunburg vorm Wald) ist ein deutscher Manager und ehemaliger Vorstandsvorsitzender der DKB.

## Leben
Troppmann studierte Mathematik und Betriebswirtschaftslehre in Regensburg. Danach war er beim Bayerischen Sparkassen- und Giroverband und bei der Bayerischen Landesbank tätig. Von 1996 bis 2012 war Günther Troppmann Vorstandsvorsitzender der Deutschen Kreditbank. Seit März 2013 ist er Ehrenmitglied des Aufsichtsrats der Deutschen Kreditbank. Er ist Mitglied des Aufsichtsrates der MITEC Automotive. Des Weiteren ist Troppmann Mitglied des Kuratoriums der Deutschen Sporthilfe und der Otto-von-Guericke-Universität Magdeburg.
Von Dezember 2006 bis März 2013 war er einer von vier Vertretern des Landes Brandenburg im Aufsichtsrat der Flughafen Berlin Brandenburg GmbH. Er war Mitglied des Aufsichtsrates des Fußballvereins Hertha BSC und Mitglied des Verwaltungsrates der LB (Swiss) Privatbank AG.

## Ehrungen
Am 1. Oktober 2009 wurde Troppmann der Verdienstorden des Landes Berlin verliehen.
Für seine vielfältigen Verdienste um das gesellschaftliche Leben, insbesondere für die Förderung von Sport und Bildung und sein Engagement bei der Entwicklung der neuen Bundesländer, wurde Günther Troppmann am 18. Februar 2018 von Bundespräsident Frank-Walter Steinmeier mit dem Bundesverdienstkreuz am Bande ausgezeichnet.